# Axioupoli
Axioupoli (Grieks: Αξιούπολη), tot 1927 bekend als Bojmica  (Grieks: Μποέμιτσα, Cyrillisch: Боймица/Бојмица), is een kleine plaats aan de rivier de Axios (Vardar) in de Griekse bestuurlijke regio (periferia) Centraal-Macedonië. Vanaf 2011 behoort deze plaats tot de fusiegemeente Paionia.

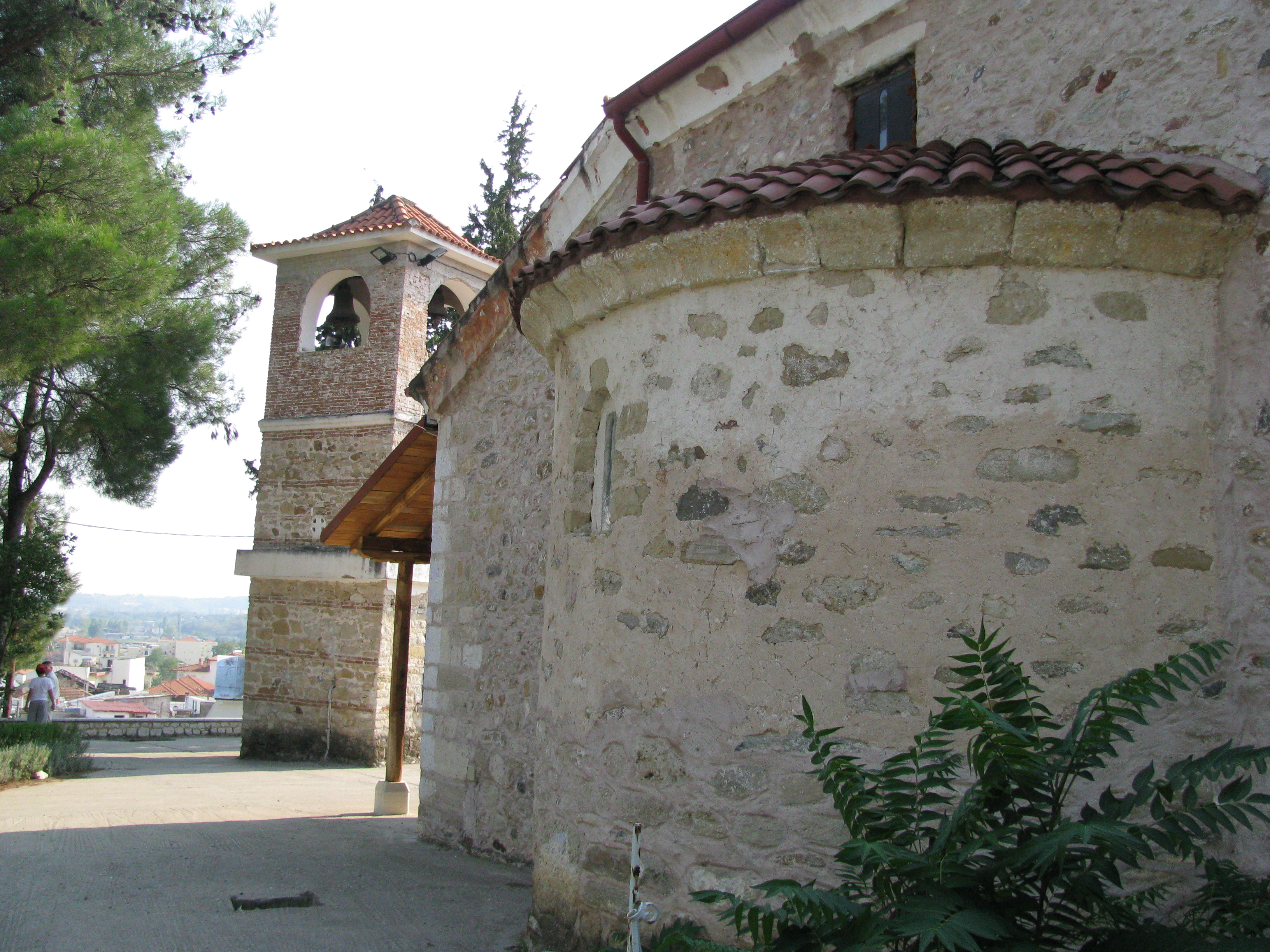
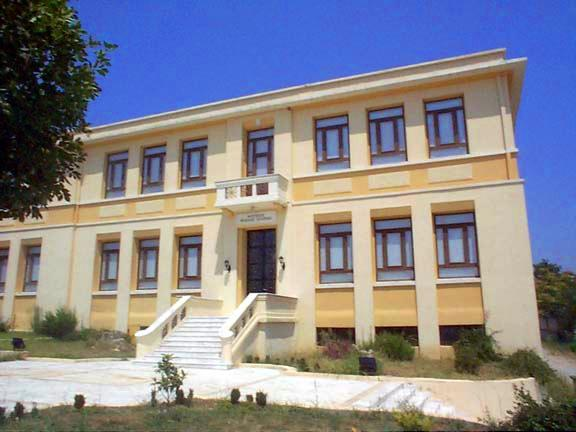